# Anton Günther Oldenburský
Anton Günther Friedrich August Josias (16. ledna 1923, Lensahn – 20. září 2014, Harmsdorf) byl velkovévoda oldenburský.

## Život
Narodil se 16. leden 1923 v Lensahnu jako syn dědičného velkovévody Mikuláše Oldenburského a Heleny Waldecko-Pyrmontské.
Po smrti svého otce roku 1970 se stal hlavou rodu.
Dne 7. srpna 1951 se v Kreuzwertheimu oženil s princeznou Ameli Löwenstein-Wertheim-Freudenberg, dcerou knížete Uda zu Löwenstein-Wertheim-Freudenberg a hraběnky Margarete zu Castell. Spolu měli dvě děti:
- princezna Helene (nar. 3. srpna 1953)
- princ Christian (nar. 1. únor 1955) ⚭ Caroline zu Rantzau

V letech 1962 až 1986 byl předsedou Svazu jezdeckých sportů ve Šlesvicku-Holštýnsku a v roce 1978 mu byl udělen Německý jezdecký kříž ve zlatě a roku 1986 Spolkové záslužný kříž 1. třídy.
Roku 1991 se stal členem Německého červeného kříže v Oldenburgu. Roku 2007 mu byl uděleno Čestné vyznamenání německého Červeného kříže.
Roku 1992 založil spolu se spolkovou zemí Šlesvicko-Holštýnsko nadaci zámku Eutin.
Žil na panství Güldenstein v Harmsdorf, kde 20. září 2014 zemřel. Pohřben byl v mauzoleu oldenburských vévodu v Oldenburgu.